# Колективні сили оперативного реагування
Колективні сили оперативного реагування (КСОР) (рос. Коллекти́вные си́лы операти́вного реаги́рования (КСОР)) — спільні військові сили держав-учасниць Організації Договору про колективну безпеку (ОДКБ).
Передбачається, що Колективні сили оперативного реагування будуть у стані постійної готовності для протидії надзвичайним ситуаціям, а також військовій агресії, тероризму, організованій злочинності та наркотрафіку.

## Історія
Принципове рішення про створення Колективних сил швидкого розгортання Центрально-Азійського регіону (КСБР) ухвалено СКБ у травні 2001 року в Єревані і також передувало створенню ОДКБ. У грудні наступного року Організація отримала статус спостерігача у Генеральній асамблеї ООН . При цьому ДКБ остаточно перестав бути частиною правової системи СНД, ставши головним елементом нового механізму міжнародної безпеки.
4 лютого 2009 року учасники ОДКБ погодили та підписали проект рішення щодо створення КСОР. Їх передбачається використовувати для «віддзеркалення військової агресії, проведення спеціальних операцій із боротьби з міжнародним тероризмом, транснаціональною організованою злочинністю, наркотрафіком, а також для ліквідації наслідків надзвичайних ситуацій».
Планується, що військовий контингент КСОР має складатися зі з'єднань та частин постійної бойової готовності. Вони будуть здатні до мобільного перекидання до будь-якої точки зони відповідальності ОДКБ. КСОР також отримає у своє розпорядження сили спеціального призначення, які будуть складатися з органів внутрішніх справ чи поліції, внутрішніх військ, органів безпеки та спеціальних служб, а також органів з попередження та ліквідації наслідків надзвичайних ситуацій.

## Учасники
- Білорусь
- Вірменія
- Казахстан
- Киргизстан
- Росія
- Таджикистан

## Склад
За даними «Российская газета» (2009 рік) до складу КСОР увійдуть такі з'єднання, частини та підрозділи держав-учасниць ОДКБ:
- Росія:
  - 98-ма повітрянодесантна дивізія (Іваново)
  - 31-ша окрема десантно-штурмова бригада (Ульяновськ)
- Казахстан
  - 37-а десантно-штурмова бригада Аеромобільних військ (Талдикорган)
  - Батальон оперативного призначення (в/ч 6654)
- Вірменія
  - один батальон
- Білорусь
  - 103-тя гвардійська повітрянодесантна дивізія (Вітебськ)
- Киргизстан
  - один батальон
- Таджикистан
  - один батальон

До складу Колективних сил також увійдуть підрозділи МНС та загони спецназу МВС та національної гвардії. Від Російської Федерації до їх складу можуть увійти росгвардійські загони ОМОН «Зубр» і СОБР «Рись», а також загін МНС «Лідер», від Білорусії – спеціальний загін швидкого реагування бригади спецназу внутрішніх військ МВС, від Киргизстану – спеціальний загін швидкого реагування МВС. Проте формування КСОР не підтримали президенти Білорусії та Узбекистану. Станом на 2012 рік КСОР налічували 20 тис. людина з Росії, Казахстану, Киргизстану та Вірменії.

## Дислокація
Розміщуватимуться формування будуть у місцях постійної дислокації . Війська КСОР підпорядковуються виключно національним командуванням своїх держав, у разі настання моменту виконання своїх союзницьких зобов'язань дії військ союзників виконуються за згодою сторін ОДКБ. Формування КСОР оснащені єдиною камуфльованою формою та військовим спорядженням, а також загальними розпізнавальними знаками, виступають під прапорами СНД та ОДКБ.

## Навчання КСОР
Наприкінці 2009 року КСОР (країни колишнього Союзу РСР) провели в казахстансько-китайському прикордонні, на полігоні Матибулак наймасштабніші спільні навчання з часів розпаду Радянського Союзу. У навчаннях були задіяні всі війська, підрозділи МНС, а також спецпідрозділи.
У жовтні 2010 року на полігоні «Чебаркульський» у Челябінській області відбулися навчання КСОР «Взаємодія-2010». У навчаннях взяли участь близько 1,7 тисяч військовослужбовців та 270 одиниць озброєння та військової техніки з Росії, Вірменії, Казахстану, Киргизстану, Таджикистану. Головна тема навчань - локалізація збройного конфлікту в регіоні колективної безпеки.

## Основні завдання КСОР ОДКБ
Основними завданнями КСОР ОДКБ є:
- розгортання на території будь-якої з держав-членів ОДКБ з метою демонстрації готовності до застосування військової сили;
- участь у запобіганні та відображенні збройного нападу, у тому числі агресії, локалізації збройних конфліктів;
- участь у заходах щодо боротьби з міжнародним тероризмом, незаконним обігом наркотичних засобів, психотропних речовин та їх прекурсорів, зброї та боєприпасів, іншими видами транснаціональної організованої злочинності;
- посилення військ прикриття державних кордонів та охорони державних та військових об'єктів держав – членів ОДКБ ;
- участь у забезпеченні оперативного розгортання об'єднаних (регіональних) угруповань військ (сил);
- участь у виконанні заходів щодо захисту населення від небезпек, що виникають під час ведення або внаслідок військових дій, а також ліквідації надзвичайних ситуацій та надання надзвичайної гуманітарної допомоги;
- інші завдання, визначені Радою колективної безпеки.